# Interzone (tijdschrift)
Interzone is een Brits sciencefiction- en fantasy-tijdschrift. Beide genres worden behandeld in kritische bijdragen; de verhalen zijn meestal SF.
In 1982 richtte een collectief van 8 personen het tijdschrift op. Onder hen bevonden zich David Pringle, de criticus John Clute en Malcolm Edwards, die later het SF-drukkersmerk Gollancz zou gaan leiden. De groep liet zich inspireren door het tijdschrift New Worlds, dat Michael Moorcock in de jaren 1960 had uitgegeven.
Interzone verscheen maandelijks tot eind 2003. Na enkele malen te laat uitgekomen te zijn, ging het blad naar een tweemaandelijks schema. Pringle verkocht het blad in 2004 aan Andy Cox, die vanaf nummer 194 (september/oktober 2004) redacteur is.
In 1995 won Interzone de Hugo Award voor het beste semiprofessionele tijdschrift, een prijs die vrijwel altijd naar het blad Locus gaat. In 2005 kreeg David Pringle een speciale Hugo voor zijn werk aan het tijdschrift.
Interzone is vitaal geweest in de ontwikkeling van de Britse SF in de jaren 80 en 90. Het tijdschrift heeft dan ook gefungeerd als start van de carrière van een aantal belangrijke schrijvers, waaronder Stephen Baxter, Greg Egan, Alastair Reynolds en Charles Stross. Daarnaast  wordt werk geplaatst van gevestigde schrijver als Brian Aldiss, J.G. Ballard, Iain M. Banks, William Gibson, Jon Courtenay Grimwood, Christopher Priest, Geoff Ryman en vele anderen.
In juli 2010 werd Paul Evanby de eerste Nederlandse schrijver met een verhaal in Interzone.